# 타파조스강

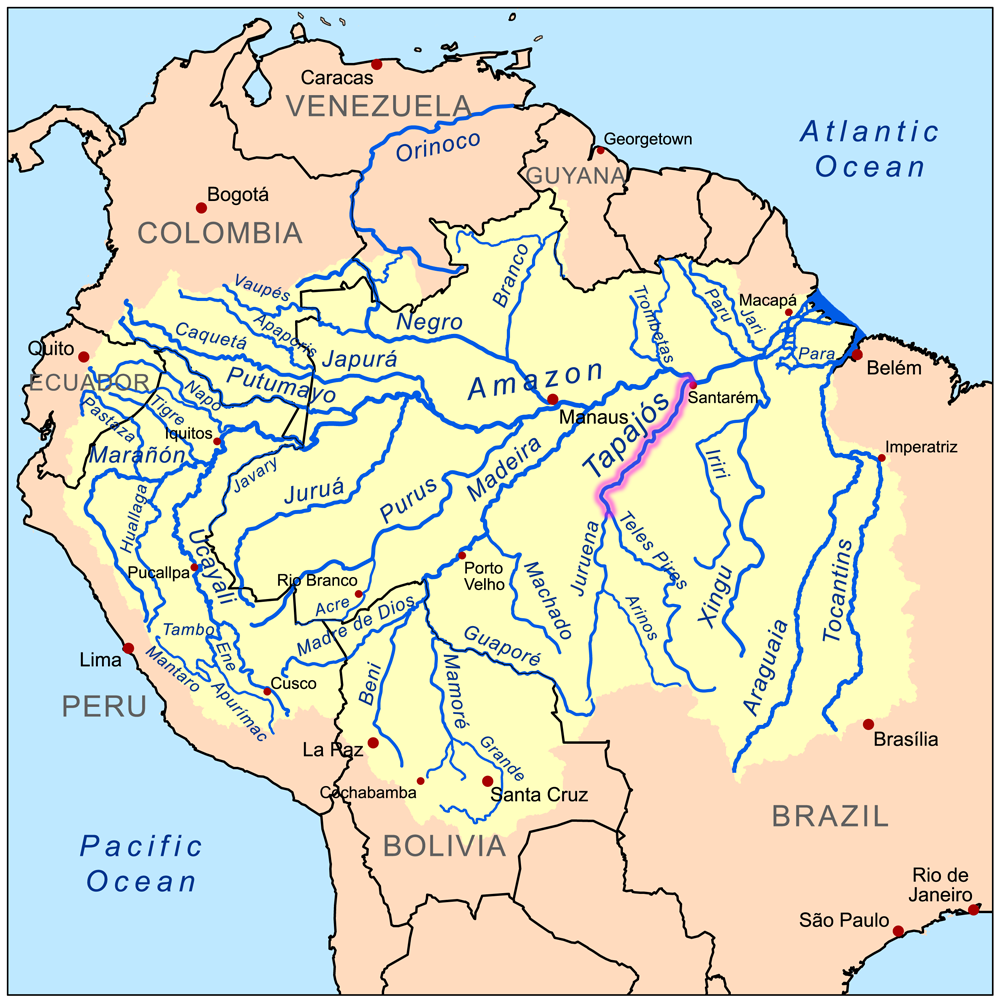

타파조스강(포르투갈어: Rio Tapajós [ˈʁi.u tɐpɐˈʒɔs])은 브라질의 강이다. 아마존 우림 내에 있으며 아마존강의 주요 지류 중 하나이다. 길이는 약 840km인데 원천인 주루에나강(Rio Juruena)과 합치면 2,080km에 달한다. 가장 규모가 큰 청수하천 중 하나이며, 아마존 분지의 물의 약 6%를 담당한다.